# Pirkko Hämäläinen (Diplomatin)

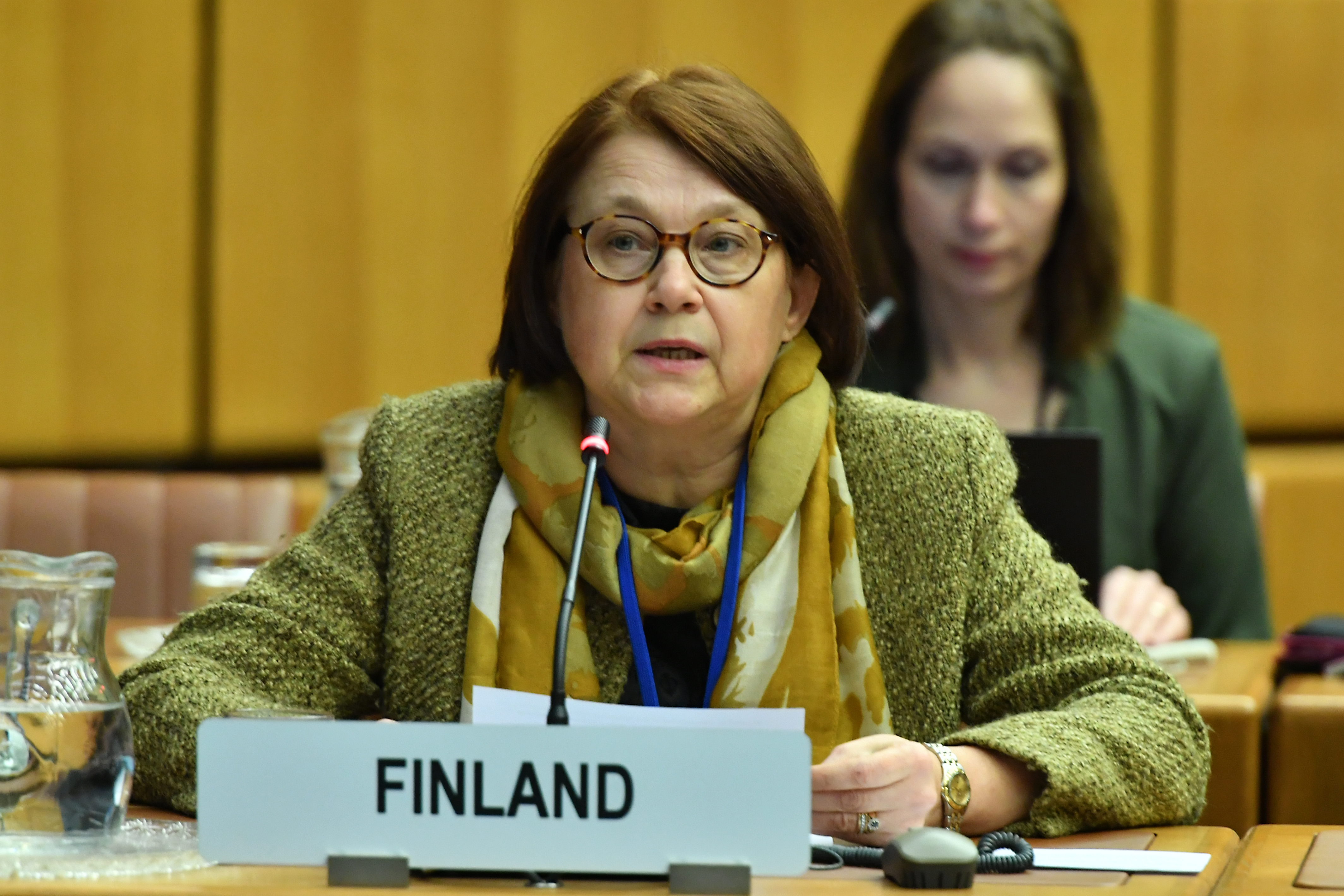
Pirkko Hämäläinen (2020)

Pirkko Hämäläinen (* 26. September 1961 in Juankoski) ist eine finnische Diplomatin.

## Werdegang
Hämäläinen wurde am 26. September 1961 in Junakoski geboren. Sie absolvierte ihr Masterstudium an der Universität Turku im Jahr 1988 und trat im darauffolgenden Jahr in den diplomatischen Dienst Finnlands ein. 1989 arbeitete sie bei den Vereinten Nationen in New York City. Danach arbeitete sie an den Botschaften in Reykjavik, Wien und Tallinn. In Tallinn war sie von 2005 bis 2009. 2012 wurde Hämäläinen finnische Botschafterin in Lettland und blieb bis 2014 in Riga. 2014 wurde sie zur Staatssekretärin ernannt. Sie war in die Gesetzesänderung involviert, als das finnische Parlament beauftragt wurde, dass finnische Botschaften mit Botschafter zukünftig nur aus einer Person bestehen können. Zuvor musste eine Botschaft laut Gesetz mehrere Aufgaben erfüllen. Sie war bis 2018 in diesem Amt.
Am 1. Januar 2019 wurde sie als Nachfolgerin von Hannu Kyröläinen finnische Botschafterin in Österreich und bei den internationalen Organisationen in Wien.